# Caylee Cowan

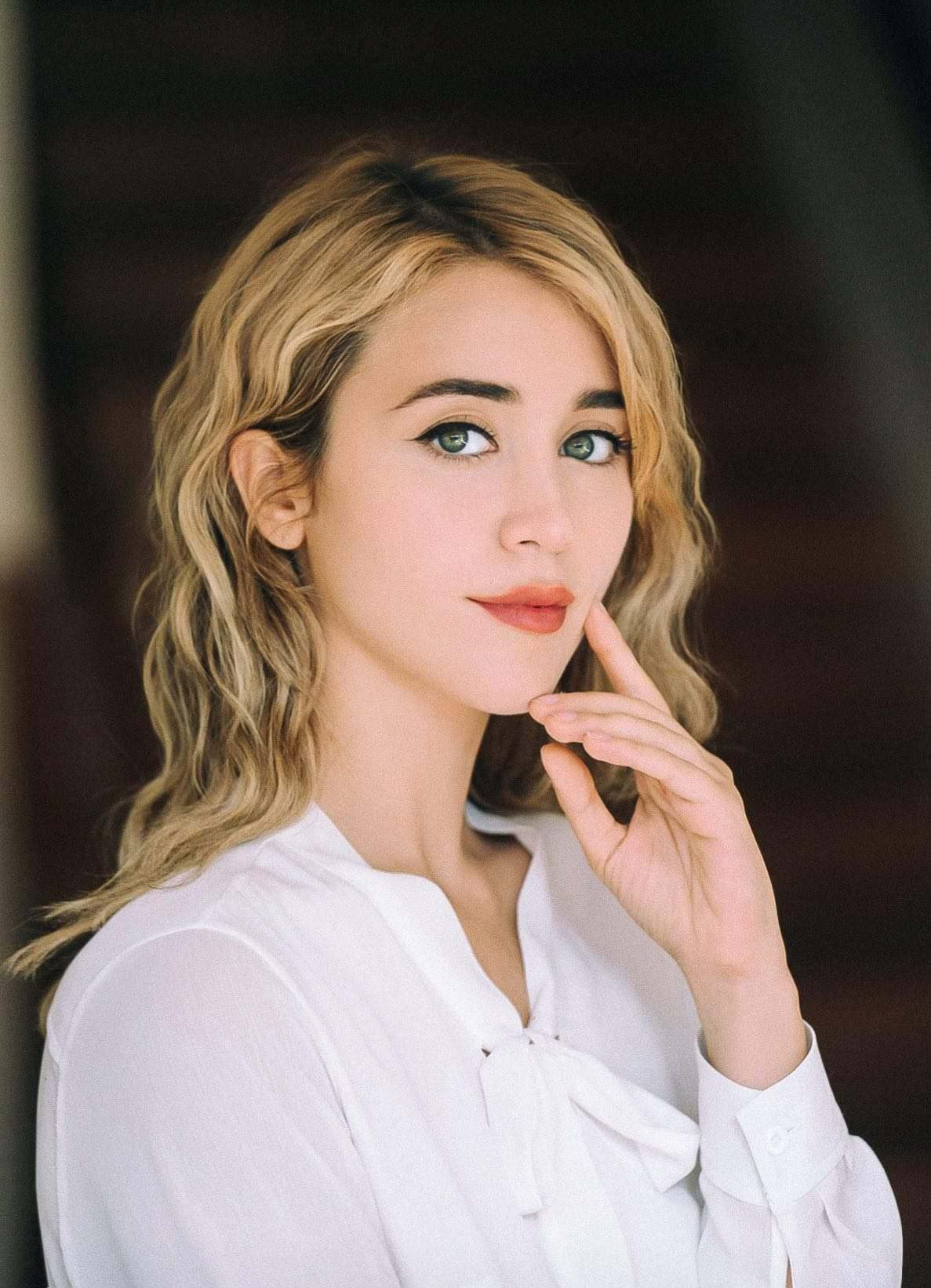
Caylee Cowan, 2022

Caylee Cowan (* 19. März 1998 in Los Angeles) ist eine US-amerikanische Filmschauspielerin.

## Leben
Caylee Cowan wuchs in Phoenix (Arizona) auf und besuchte Abendkurse der Arizona Actors Academy. Mit 18 Jahren zog sie alleine nach Los Angeles zurück und drehte einige Kurzfilme. Ihre erste Hauptrolle war 2019 in dem Liebesfilm Sunrise in Heaven. 2021 spielte sie „Kathy“ in der Horror-Komödie Willy’s Wonderland, sowie 2022 „Penelope“ im Thriller Frank & Penelope.

## Filmografie (Auswahl)
- 2018: Easter Egg (Fernsehfilm)
- 2019: Sunrise in Heaven
- 2020: Forever Love (Fernsehfilm)
- 2020: Incision
- 2021: Willy’s Wonderland
- 2021: Year of the Detectives
- 2022: Geo
- 2022: Frank & Penelope
- 2023: Divinity
- 2023: Spinning Gold
- 2023: Stay Out (Fernsehfilm)
- 2023: Holiday Twist
- 2024: Chopper
- 2024: Double Exposure